# Kelly Rulon
Kelly Rulon, née le 16 août 1984 à Point Loma (Californie), est une joueuse américaine de water-polo. Elle participé deux fois aux Jeux olympiques où elle a remporté la médaille de bronze en 2004 et l'or en 2012. Elle a également gagné le Championnat du monde 2009.

## Palmarès
- Jeux olympiques d'été de 2012 à Londres ( Royaume-Uni)
  -  médaille d'or au tournoi olympique

- Jeux olympiques d'été de 2004 à Athènes ( Grèce)
  -  médaille de bronze au tournoi olympique

- Championnat du monde 2005 à Montréal ( Canada)
  -  médaille d'argent au championnat du monde

- Championnat du monde 2009 à Rome ( Italie)
  -  médaille d'or au championnat du monde